# 로파주

로파주

로파주(영어: Lofa County)는 라이베리아 최북단에 위치한 주로 주도는 보인자마이며 면적은 9,982km2, 인구는 270,114명(2008년 인구 조사 기준), 인구 밀도는 27.1명/km2이다. 남쪽으로는 봉주, 서쪽으로는 바르폴루주와 접하며 북서쪽으로는 시에라리온, 북동쪽으로는 기니와 국경을 접한다. 6개 구를 관할한다.